# Aida Turturro
Pour les articles homonymes, voir Turturro.
Aida Turturro est une actrice américaine, née le 25 septembre 1962 à New York, New York (États-Unis).
Elle est surtout connue pour son rôle de Janice Soprano dans la série télévisée Les Soprano.
Elle est la cousine de John Turturro et Nicholas Turturro.

## Filmographie

### Cinéma

#### Longs métrages
- 1989 : True Love de Nancy Savoca : Grace
- 1991 : Quoi de neuf, Bob ? (What About Bob?) de Frank Oz : Une prostituée
- 1992 : Mac de John Turturro : L'épouse
- 1992 : Jersey Girl : Angie
- 1993 : Graine de star (Life with Mikey) de James Lapine : Officier Moran
- 1993 : Meurtre mystérieux à Manhattan (Manhattan Murder Mystery) de Woody Allen : La concierge de l'hôtel
- 1993 : Le Saint de Manhattan (The Saint of Fort Washington) de Tim Hunter : Une employée
- 1994 : Angie de Martha Coolidge : Tina
- 1994 : Junior d'Ivan Reitman : Louise
- 1994 : À la Recherche de Jimmy-Le-Borgne (The Search for One-eye Jimmy) de Sam Henry Kass : Mme Esther
- 1995 : Denise au téléphone (Denise Calls Up) d'Hal Salwen : Linda
- 1995 : Money Train de Joseph Ruben : Une femme
- 1995 : Stonewall de Nigel Finch : La serveuse du bar
- 1996 : Sleepers de Barry Levinson : Mme Salinas
- 1997 : Fool's Paradise de Richard Zakka : Susan
- 1997 : Made Men de Don Close : Angie
- 1998 : Le Témoin du mal (Fallen) de Gregory Hoblit : Tiffany
- 1998 : Illuminata de John Turturro : Marta
- 1998 : Jaded de Caryn Krooth : Helen Norwich
- 1998 : Celebrity de Woody Allen : Olga, la voyante
- 1998 : Woo de Daisy von Scherler Mayer : Tookie
- 1998 : Crossfire de Gary S. Lipsky et Joe Zimmerman : Miss Pasquantonio
- 1998 : Too Tired to Die de Wonsuk Chin : Une voyante
- 1998 : O.K. Garage de Brandon Cole : Mary
- 1999 : Peur bleue (Deep Blue Sea) de Renny Harlin : Brenda Kerns
- 1999 : À tombeau ouvert (Bringing Out the Dead) de Martin Scorsese : Crupp, l'infirmière
- 1999 : Mickey les yeux bleus (Mickey Blue Eyes) de Kelly Makin : La serveuse italienne
- 1999 : The 24 Hour Woman de Nancy Savoca : Brenda
- 1999 : 24 Nights de Kieran Turner : Marie
- 1999 : Freak Weather de Mary Kuryla : Glory
- 2000 : Les Adversaires (Play It to the Bone) de Ron Shelton : La serveuse en colère
- 2000 : Le Secret de Joe Gould (Joe Gould's Secret) de Stanley Tucci : La serveuse
- 2001 : Crocodile Dundee 3 (Crocodile Dundee in Los Angeles) de Simon Wincer : Jean Ferraro
- 2001 : Rencontres à Manhattan (Sidewalks of New York) d'Edward Burns : Shari
- 2004 : 2BPerfectlyHonest de Randel Cole : Emily / Gina
- 2005 : Romance and Cigarettes de John Turturro : Rosebud
- 2010 : A Little Help de Michael J. Weithorn : Nancy Feldman
- 2011 : Mozzarella Stories d'Edoardo De Angelis : Autilia
- 2013 : Apprenti Gigolo (Fading Gigolo) de John Turturro : La femme du chauffeur
- 2014 : Rob the Mob de Raymond De Felitta (en) : Anna
- 2018 : Making a Killing de Devin Hume : Connie
- 2019 : Du miel plein la tête (Head Full of Honey) de Til Schweiger : Margaret
- 2022 : Call Jane de Phyllis Nagy : Sœur Mike

#### Courts métrages
- 1994 : The Dutch Master de Susan Seidelman : Kim
- 2005 : Survival of the Fittest de Daria Price : Dellasandro, l'avocate
- 2020 : Corners d'Anthony Nicolau : Joan

### Télévision

#### Séries télévisées
- 1990 / 1994 / 1996 : New York, police judiciaire (Law and Order) : Carmen / La serveuse au cocktail / La réceptionniste
- 1993 : Tribeca : La femme de la manucure
- 1995 : The Wright Verdicts : Lydia
- 1995 : New York News : Gina
- 1996 : Mr. et Mrs. Smith : Rox
- 1997 : The Practice : Donnell et Associés (The Practice) : Caren Payne
- 1998 : As the World Turns : Fran
- 2000 - 2007 : Les Soprano (The Sopranos) : Janice / Pârvatî Soprano
- 2004 : Méthode Zoé (Wild Card) : Maddy
- 2008 : Urgences (ER) : Sheryl Hawkins
- 2009 : Médium : Bobbi Catalano
- 2010 : Mercy Hospital (Mercy) : Evelyn
- 2011 : Larry et son nombril (Curb Your Enthusiasm) : Gabby
- 2012 : Nurse Jackie : Laura Vargas
- 2013 : Blue Bloods : Miss Dominga
- 2013 - 2016 / 2018 - 2023 : New York, unité spéciale (Law and Order: Special Victims Unit) : Juge Felicia Catano
- 2016 : Brooklyn Nine-Nine : Maura Figgis
- 2016 : Unforgettable : La voyante de Carrie
- 2016 : The Night Of : La travailleuse sociale
- 2017 : Grey's Anatomy : Lynne Gagliano
- 2017 : Esprits criminels : Unité sans frontières (Criminal Minds: Beyond Borders) : Carmela Tafani
- 2017 - 2023 : Blacklist (The Blacklist) : Heddie Hawkins
- 2020 : Power Book II: Ghost : Juge Janine Galanti
- 2021 : What We Do in the Shadows : Chef Marchese
- 2021 : Nightbirds : Gail
- 2021 : Kaljave gume : Peti
- 2022 : New Amsterdam : Callie Cruz

#### Téléfilm
- 2022 : Coup de foudre arrangé (Just One Kiss) de Jeff Beesley : Sofia Romano

## Voix françaises
| - Catherine Privat dans (les séries télévisées) : - Les Soprano - Urgences | Et aussi - Emmanuèle Bondeville dans Junior - Catherine Artigala dans Le Témoin du mal - Odile Schmitt (*1956 - 2020) dans Peur Bleue - Denise Metmer dans À tombeau ouvert - Gaëlle Savary dans New York, unité spéciale (série télévisée) - Julie François, Bénédicte Charton et Marie-Laure Dougnac dans Blacklist, (série télévisée) - Blanche Ravalec dans Coup de foudre arrangé (téléfilm) - Bénédicte Charton dans Good American Family (mini-série) |